# Carlos Raúl Cáceres
Carlos Raúl Cáceres Hernández (n. Tegucigalpa, Departamento de Francisco Morazán, Honduras; 20 de marzo de 1970), conocido simplemente como Raúl Cáceres, es un entrenador hondureño. Actualmente dirige al Platense de la Liga de Ascenso de Honduras.

## Carrera como entrenador
Nunca jugó fútbol profesionalmente, sin embargo, egresó de la Escuela Nacional de Entrenadores (ENEFUTH) con licencia A, la cual le permite dirigir en cualquier categoría del fútbol hondureño. Comenzó su etapa como director técnico en las divisiones menores del C. D. Olimpia, donde laboró a lo largo de doce años.
En 2013, dirigió al Pumas San Isidro de la Liga de Ascenso (segunda categoría del fútbol hondureño).
Seguidamente, a mediados de 2014, fue nombrado director técnico del C. D. Gimnástico. En 2015, su equipo, que por entonces disputaba la Liga Mayor (tercera categoría del fútbol hondureño), tuvo participación en la Copa de Honduras, donde cayó eliminado en la segunda fase ante el C. D. Olimpia. Ese mismo año, el C. D. Gimnástico consiguió su promoción a la Liga de Ascenso.
En 2018, se convirtió en director técnico del Comayagua F. C. de la Liga de Ascenso, con quienes logró buenos resultados. Esos resultados le valieron para que, el 5 de diciembre de ese año, se anunciara su llegada al C. D. Real de Minas de la Liga Nacional (primera categoría del fútbol hondureño), con el objetivo de salvar del descenso a ese club. El 12 de mayo de 2019, el objetivo de mantener a C. D. Real de Minas en la máxima categoría del fútbol hondureño se cumplió para Cáceres, luego de que el cuadro «minero» derrotara por 4 a 2 al Juticalpa F. C. en el último juego de la triangular de descenso.

## Trayectoria
| Club                | País     | Año        | División                  |
| ------------------- | -------- | ---------- | ------------------------- |
| Pumas San Isidro    | Honduras | 2013       | 2.ª división              |
| C. D. Gimnástico    | Honduras | 2014-2016  | 3.ª división 2.ª división |
| Comayagua F. C.     | Honduras | 2018       | 2.ª división              |
| C. D. Real de Minas | Honduras | 2019-2020  | 1.ª división              |
| Juticalpa F. C.     | Honduras | 2020-2021  | 2.ª división              |
| C. D. Lobos UPNFM   | Honduras | 2021-2022  | 1.ª división              |
| C. D. Gimnástico    | Honduras | 2022       | 2.ª división              |
| C. D. S. Vida       | Honduras | 2022-2023  | 1.ª división              |
| Platense F. C.      | Honduras | 2023- Act. | 2.ª división 1.ª división |